# Gerkan, Marg und Partner
Gerkan, Marg und Partner (GMP) est une agence d'architecture allemande fondée en 1965.

## Projets
Liste non exhaustive.
- Arena Națională
- Baku Crystal Hall
- Passerelle de la Hörn
- Stade de Luxembourg
- Stade FK Krasnodar
- Sheraton Hotel Ankara

## Prix
- Concours international d'architecture pour la conception de la Bibliothèque nationale Pahlavi, en Iran (1978)